# Estácio Coimbra
Estácio de Albuquerque Coimbra (Rio Formoso, 22 de outubro de 1872 — Rio de Janeiro, 9 de novembro de 1937) foi um advogado e político brasileiro, que serviu como o 10.º Vice-presidente da República entre 1922 e 1926. Foi também o 16.º e 26.º governador do Estado de Pernambuco de 1926 a 1930.

## Biografia

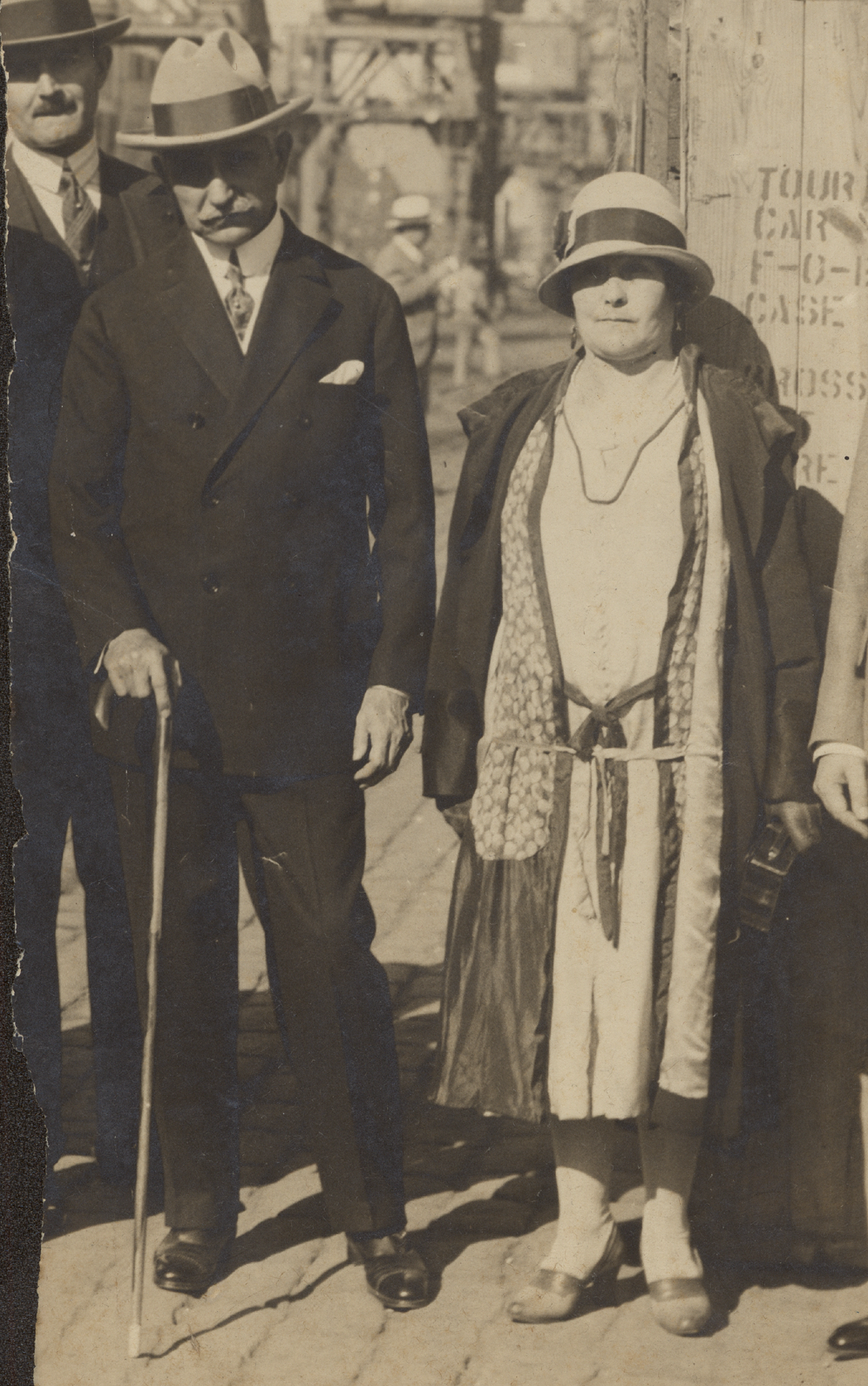
Fotografia histórica, acervo do Arquivo Nacional.

Filho de João Coimbra, membro de uma família modesta de lavradores portugueses que vieram morar no Brasil, e Francisca de Albuquerque Belo Coimbra, estudou na Faculdade de Direito do Recife onde se graduou em 1892. De volta à sua cidade natal passou a exercer a advocacia em paralelo à sua atividade política. Fundador do Partido Republicano de Barreiros, foi eleito prefeito do município em 1894, deputado estadual em 1895, e deputado federal em 1899, quando já estava ligado politicamente a Rosa e Silva, vice-presidente da República durante o mandato de Campos Sales entre 1898 e 1902. Sua trajetória assinala um fato curioso, o de que, em 1907, Estácio Coimbra acumula os mandatos de deputado federal e deputado estadual.
Na qualidade de presidente da Assembléia Legislativa de Pernambuco, assume o governo do estado entre 6 de setembro e 13 de dezembro de 1911 enquanto se processam novas eleições em razão da renúncia do governador e da recusa do vice-governador em sucedê-lo. Novos embates, contudo, o levam também a deixar o governo. Retornou à política como deputado federal  nos anos de 1915, 1918 e 1921, foi vice-presidente da República na presidência de Artur Bernardes, como Presidente do Senado Federal, assumiu o cargo em substituição ao vice-presidente eleito, Urbano dos Santos, falecido antes de ser empossado, exercendo o mandato entre 1922 e 1926 cumulando o cargo com a função de presidente do Senado Federal. Retornou ao governo de Pernambuco onde permaneceu de 1926 a 1930 sendo destituído com o irromper da Revolução de 1930, cujo êxito o faz deixar o país às pressas. Embarcou na praia de Tamandaré com destino ao exílio na Europa em companhia de Gilberto Freyre, então seu secretário particular. Retornou ao país em 1934, já anistiado, mas se manteve afastado da política.